# Toudgha Essoufla
Toudgha Essoufla (àrab تودغى السفلى) és una comuna rural de la província de Tinghir de la regió de Drâa-Tafilalet. Segons el cens de 2014 tenia una població total de 15.347 persones.